# World in Conflict
World in Conflict is een real-time tactics computerspel ontwikkeld door Massive Entertainment en uitgegeven door Sierra. Het is in 2007 uitgebracht voor Windows.

## Verhaal
Op het einde van de jaren 80 woedt de Koude Oorlog nog steeds, de Sovjet-Unie was bijna helemaal bankroet en had veel moeite om de Verenigde Staten bij te blijven in de wapenwedloop. Toen er ook nog eens een nieuw defensief plan van de Verenigde Staten werd aangekondigd, was dit de druppel die de emmer voor de Soviets deed overlopen. Om nog enigszins bij te blijven met de VS werd er een hoop geld in de nucleaire wapens gestoken, dat zorgde voor nog meer problemen. De economische crisis werd alleen erger en er braken hongersnoden uit. Om toch te overleven besloot het Politburo om West-Europa te chanteren, ze vroegen hen om hulp en als ze weigerden zouden ze nemen wat ze nodig hadden. Doordat West-Europa deze dreiging niet serieus nam, kwam de Sovjet-Unie haar belofte na: West-Europa werd binnengevallen. Dit was het begin van Wereldoorlog III.
In het begin boekten de Soviets veel vooruitgang, ze namen makkelijk bijna heel Duitsland in en Marseille in Zuid-Frankrijk werd ingenomen door een amfibische aanval die niemand had zien komen. Maar hun geluk was van korte duur, zodra de NAVO-troepen aangekomen waren bij de frontlinies konden de Soviets met moeite de frontlinies houden en werden ze zelfs beetje bij beetje teruggeduwd. Maar de Soviets hadden hun aandacht al een tijdje van Europa afgehaald en hadden zich op hun eigenlijke vijand geconcentreerd, de VS. Gecamoufleerd als vrachtschepen werd een vloot en troepenmacht naar verschillende belangrijke Amerikaanse kuststeden gestuurd, waaronder Seattle. Dit is waar het eigenlijke verhaal begint.
De speler neemt de rol aan van luitenant Parker die zich op dat moment in Seattle bevindt. De Soviets proberen de stad in te nemen met man en macht en de aanwezige Amerikaanse troepen worden gedwongen zich terug te trekken. Ze trekken terug tot aan een brug ten oosten van Seattle en proberen daar nog zo veel mogelijk burgers te evacueren. Ten slotte wordt die brug nog opgeblazen om de Soviets te vertragen.
Dan wordt Kolonel Sawyer bevolen stand te houden in een dorpje dat Pine Valley heet. Daar wordt hevig gevochten en er wordt een zware klap uitgedeeld aan de Soviets, maar niet genoeg om ze tegen te houden. Er wordt nogmaals teruggetrokken.
De Soviets naderen Fort Teller nu. Fort Teller is de plaats waar het geheime antiraketwapen van de Amerikanen is verscholen, dit weerhoudt de Soviets van het vuren van Nucleaire raketten. Het echte geheim is echter dat er helemaal geen wapen is, en dit moet kost wat kost een geheim blijven. Daarom wordt kolonel Sawyer bevolen stand te houden op een kleine afstand van Fort Teller. Tijdens dit gevecht blijkt al snel dat de Soviets niet te stoppen zijn en daarom vluchten de Amerikanen toe naar een laatste reddingsmiddel. Een kernraket wordt afgevuurd op de Soviets, maar ook Bannon en zijn manschappen worden hierbij gedood. De laatste woorden van Bannon luidden 'Het spijt me kolonel'.
Dan springt het verhaal opeens een tijd terug naar het begin van de oorlog. Marseille is juist ingenomen en Sawyer is daar aan het vechten, de Soviets worden er langzaam aan teruggeduwd, maar nog voordat ze terug uit Marseille zijn gedreven wordt Sawyer naar Noorwegen overgeplaatst, waar ze een aantal missies moeten voltooien achter de frontlinies. Eerst moet een vliegtuigwrak onderzocht worden en moeten de piloten in veiligheid gebracht worden, bij deze missie dood Bannon per ongeluk een groep ongewapende burgers en dit schiet in het verkeerde keelgat bij kolonel Sawyer. Daarna moeten ze ook verhinderen dat een aantal duikboten kunnen vertrekken en zo ook hun plannen ontdekken. 2 van de drie duikboten worden gezonken en uit de gevonden informatie blijkt dat de Soviets een aanval op de VS planden, maar het is al te laat. Nu wordt kolonel Sawyer teruggeroepen naar de VS en vanaf daar stuurt hij Bannon meteen weg. Hier moeten eerst een aantal eilanden voor de kust van New York beveiligd worden, waaronder Liberty Island. Dit lukt en iedereen krijgt een tijdje vrij. Parker gaat zijn familie in Seattle bezoeken en toevallig zit Bannon daar nu ook. Nu zijn ze terug aangekomen bij het begin van het hele verhaal, en nu wordt er teruggesprongen naar het punt waar de atoombom is gevallen. Door de EMP die de atoombom heeft veroorzaakt verliezen Parker en Webb contact met kolonel Sawyer. Iedereen is nu terug aan het keren naar Seattle wanneer bekend raakt dat de Chinezen de kant van de Soviets hebben gekozen en dat hun vloot nu op weg is naar Seattle. Daarom moet Seattle kost wat kost teruggenomen worden voordat de Chinezen aankomen, als de Chinezen aan land kunnen komen, zo heeft de president beslist, wordt er een atoombom gegooid op Seattle waarbij zonder twijfel enorm veel Amerikaanse levens verloren zouden gaan. Daarom moeten eerst eilanden voor de kust teruggenomen worden en ten slotte begint de laatste aanval op Seattle. Een hevige strijd barst los en de Amerikanen kunnen met moeite de Russen terugduwen. Het is nu alles of niets, de Amerikanen kunnen met moeite een weg naar de kust vrijmaken en slagen er daar in de Russische verdedigingen te vernietigen. Alleen het hoofdkwartier van de Soviets is nog niet terug ingenomen, maar na een hevig gevecht lukt dit ook. Maar de strijd is nog niet voorbij, een Sniper probeert commandant Sawyer neer te schieten maar raakt per ongeluk Webb. Nu beslissen de Soviets ook nog één laatste aanval te proberen met troepen die juist ingevlogen zijn. Parker staat er nu op zijn eentje voor, met alle geluk van de wereld kan hij de Soviets lang genoeg tegenhouden tot er meer hulp komt. Dan worden alle Soviets uit de stad gegooid en eindigt het verhaal.

## Gameplay
In het spel zijn er 2 verschillende spelmodes: Singleplayer en Multiplayer

### Singleplayer
De speler neemt de rol aan van luitenant Parker en volgt het verhaal, hierbij wordt steeds bepaald welke units beschikbaar zijn voor je en welke niet beschikbaar zijn. Hier zijn ook weinig troepenpunten te verdienen waardoor je altijd zeer zorgzaam moet omgaan met je troepen. Ook valt het voor dat de speler meerdere soorten troepen beheerst, zoals bijvoorbeeld helikopters en infanterie, of infanterie en tanks.

### Multiplayer
Wanneer de speler multiplayer wil spelen, heeft hij te eerste al de keuze of hij op het internet of op een lokaal netwerk wil spelen. Daarna kan hij ervoor kiezen zelf een server op te richten of gewoon bij een andere te gaan. Wanneer hij bij een andere server gaat volgt hij gewoon de regels van die server, maar als hij er zelf één opricht heeft hij weer een aantal keuzes. Hier kiest hij tussen de mappen waarin ze gaan spelen, en die mappen hebben verschillende spelmodes, zo zijn er 3:
- Domination: De spelers proberen 'Command Points' in te nemen, wanneer 1 team meer Command Points bezit dan het andere, duwt deze een 'Overwinningsbalk' in de richting van de andere, die balk wordt dan meer gevuld met hun kleur. Het spel is gedaan wanneer 1 team de hele balk met zijn kleur heeft gevuld of wanneer de tijd op is.
- Assault: Beurt om beurt zijn beide teams de aanvallers of de verdedigers. De aanvallers moeten zo veel mogelijk 'Command Points' proberen in te nemen, die de verdedigers proberen te verdedigen. Het eerste deel van het spel is gedaan wanneer alle 'Command Points' zijn ingenomen of wanneer de tijd opraakt. Het 2de deel is gedaan wanneer een 'Command Point' wordt ingenomen dat het eerste team niet kon innemen, of wanneer het laatste 'Command Point' dat het eerste team had kunnen innemen, eerder wordt ingenomen door het 2de team. Ook kan het 2de deel eindigen wanneer de tijd op is.
- Tug of war: De frontlinie is één grote lijn van 'Command Points', beide teams moeten proberen de hele frontlinie te bezitten. Wanneer 1 team daarin slaagt, wordt de frontlinie verschoven naar het verliezende team. Wanneer het winnende team dit een bepaald aantal keer heeft kunnen doen, is het spel gedaan. Het spel is ook gedaan als de tijd op is.

De speler die een server sticht kan ook kiezen hoeveel spelers mogen meedoen, en als hij een laag aantal kiest, kan hij de optie 'Few Player Mode' kiezen. Bij deze mode kan elke speler alle units kopen, terwijl normaalgezien de speler alleen units uit zijn klasse kan kopen.

### Units
Er zijn verschillende klassen van units, deze zijn:
- Armor
  - Heavy Tank
  - Medium Tank
  - Light Tank
  - Armored Transport
  - Amphibious Armored Transport
- Air
  - Heavy Attack Helicopter
  - Medium Attack Helicopter
  - Scout Helicopter
  - Transport Helicopter
- Infantry
  - Infantry Squad
  - Anti-Tank Infantry Squad
  - Sniper
  - Demolition Engineer
  - Troop Transport
  - Transport Truck
- Support
  - Heavy Anti-Air Vehicle
  - Medium Anti-Air Vehicle
  - Heavy Artillery
  - Medium Artillery
  - Repair Tank

### Tactisch hulp
Tijdens het spel kan je ook altijd tactische hulp oproepen:
- Non Destructive
  - Aerial Recon
  - Airdropped Transport (unit drop)
  - Airborne Infantry (unit drop)
  - Airdropped Light Tank (unit drop)
  - Repair Bridge
- Selective Strikes
  - Napalm Strike
  - Chemical Strike
  - Tank Buster
  - Laser-Guided Bomb
  - Air-to-Air Strike
  - Heavy Air Support
- Indiscriminate Strikes
  - Light Artillery Barrage
  - Heavy Artillery Barrage
  - Precision Artillery
  - Air Strike
  - Carpet Bombing
  - Daisy Cutter (USA en NATO)
  - Fuel Air Bomb (USSR)
  - Tactical Nuke

## Vervolg
Er is inmiddels een uitbreidingspakket voor de PC-versie uitgebracht: World in Conflict: Soviet Assault. Hiermee wordt het mogelijk om ook met de Russen te spelen in de singleplayer.

## Trivia
- Het spel is opgenomen in het boek 1001 Video Games You Must Play Before You Die van Tony Mott.